# Mutayr
I Muṭayr (in arabo مطير‎?), o Mutair, oppure Mtayr, sono una delle più grandi tribù arabe sunnite della Penisola arabica. I capi tradizionali (o sceicchi) dei Muṭayr sono scelti tra i clan dei Dūshān (sing. Duwīsh). I rami principali dei Muṭayr oggi sono quelli occidentali dei Banū ʿAbd Allāh e quello orientale degli al-ʿIlwa, anche se Dickson li distingue con maggior precisione nei Dūshān, negli al-ʿIlwa e nei Burayh (in arabo بريه‎?).
Le terre originarie dei Muṭayr erano gli altopiani del nord Hijaz, vicino a Medina. A un certo momento del XVIII secolo, tuttavia, la tribù iniziò una grande migrazione verso est, in direzione del nord del Najd, costringendo a spostarsi molte altre tribù beduine della zona, come gli ʿAnaza, anch'esse verso nord. 
Nel XX secolo, le terre tribali dei Muṭayr si estendevano dagli altopiani ad est di Medina, attraverso l'odierna provincia di al-Qasim, fino ai confini del Kuwait.